# Iaropoltsi
Iaropoltsi - Яропольцы (rus) - és un poble de l'óblast de Bélgorod, a Rússia. El 2010 tenia 269 habitants. Pertany al districte (raion) de Véidelevka.